# Liste der Darsteller der Fernsehserie House of the Dragon
Dieser Artikel bietet eine Übersicht über die Hauptdarsteller und die Neben- und Gastdarsteller der US-Fernsehserie House of the Dragon sowie deren deutsche Synchronsprecher. Die Rollennamen wurden in der deutschen Synchronisation teilweise abgeändert. In der Tabelle werden an erster Stelle die deutschen Varianten genannt. Die englischen Originalnamen sind kursiv in Klammern gesetzt.

## Hauptdarsteller
Unter den Hauptdarstellern werden alle Darsteller geführt, die mindestens in einer Staffel im Vorspann aufgeführt wurden 1:
| Rollenname                                         | Schauspieler                   | Hauptrolle (Folgen)  | Nebenrolle (Folgen)  | Synchronsprecher       |
| -------------------------------------------------- | ------------------------------ | -------------------- | -------------------- | ---------------------- |
| König Viserys I. Targaryen                         | Paddy Considine                | 1.01–1.09            | 2.06–2.07            | Christian Weygand      |
| Prinz Daemon Targaryen                             | Matt Smith                     | 1.01–                |                      | Tobias Nath            |
| Prinzessin/Königin Rhaenyra Targaryen              | Milly Alcock (jung)            | 1.01–1.05            | 2.03–2.04            | Alina Freund           |
| Prinzessin/Königin Rhaenyra Targaryen              | Emma D’Arcy                    | 1.01 (Stimme), 1.06– |                      | Sophie Rogall          |
| Lady/Königin Alicent Hohenturm (Alicent Hightower) | Emily Carey (jung)             | 1.01–1.05            |                      | Zina Laus              |
| Lady/Königin Alicent Hohenturm (Alicent Hightower) | Olivia Cooke                   | 1.06–                |                      | Carolin Hartmann       |
| Ser Otto Hohenturm (Otto Hightower)                | Rhys Ifans                     | 1.01–                |                      | Thomas Nero Wolff      |
| Lord Corlys Velaryon                               | Steve Toussaint                | 1.01–                |                      | Torben Liebrecht       |
| Prinzessin Rhaenys Targaryen                       | Eve Best                       | 1.01–2.04            |                      | Sabine Falkenberg      |
| Mysaria                                            | Sonoya Mizuno                  | 1.01–                |                      | Regina Beckhaus        |
| Ser Kriston Kraut (Criston Cole)                   | Fabien Frankel                 | 1.01–                |                      | Xiduo Zhao             |
| Ser Harrold Westerling                             | Graham McTavish                | 1.01–1.09            |                      | Gudo Hoegel            |
| Larys Kraft (Larys Strong)                         | Matthew Needham                | 1.03–                |                      | Julian Bayer           |
| Lord Jason Lennister (Jason Lannister)             | Jefferson Hall                 | 1.03–                |                      | Christopher Kussin     |
| Ser Tyland Lennister (Tyland Lannister)            | Jefferson Hall                 | 1.03–                |                      | Christopher Kussin     |
| Prinz/König Aegon II. Targaryen                    | Tom Glynn-Carney               | 1.08–                |                      | Felix Auer             |
| Prinz/König Aegon II. Targaryen                    | Ty Tennant (jung)              |                      | 1.06–1.07            | Felix Auer             |
| Prinz/König Aegon II. Targaryen                    | Jake und Rory Head (Kleinkind) |                      | 1.03                 |                        |
| Prinzessin/Königin Helaena Targaryen               | Phia Saban                     | 1.08–                |                      | Maresa Sedlmeir        |
| Prinzessin/Königin Helaena Targaryen               | Evie Allen (jung)              |                      | 1.06–1.07            |                        |
| Prinz Jacaerys Velaryon                            | Harry Collett                  | 1.08–                |                      | Leo Nicolas Douglas    |
| Prinz Jacaerys Velaryon                            | Leo Hart (jung)                |                      | 1.06–1.07            |                        |
| Prinz Aemond Targaryen                             | Ewan Mitchell                  | 1.08–                |                      | Max-Jacob Schira       |
| Prinz Aemond Targaryen                             | Leo Ashton (jung)              |                      | 1.06–1.07            | Niklas Gebendorfer     |
| Lady Baela Targaryen                               | Bethany Antonia                | 1.08–                |                      | Maja Kohrs             |
| Lady Baela Targaryen                               | Shani Smethurst (jung)         |                      | 1.06–1.07            |                        |
| Lady Rhaena Targaryen                              | Phoebe Campbell                | 1.08–                |                      | Pia Amofa-Antwi        |
| Lady Rhaena Targaryen                              | Eva Ossei-Gerning (jung)       |                      | 1.06–1.07            |                        |
| Großmaester Orwyle                                 | Kurt Egyiawan                  | 2.01–                | 1.05–1.06, 1.08–1.10 | Sebastian Pappenberger |
| Lord Cregan Stark                                  | Tom Taylor                     | 2.01                 |                      | Benjamin Weygand       |
| Alyn aus Holk (Alyn of Hull)                       | Abubakar Salim                 | 2.01–                |                      | János Jung             |
| Hugo (Hugh Hammer)                                 | Kieran Bew                     | 2.01–                |                      | Jochen Paletschek      |
| Addam aus Holk (Addam of Hull)                     | Clinton Liberty                | 2.02–                |                      | Henry Engels           |
| Ulf (Ulf White)                                    | Tom Bennett                    | 2.02–                |                      | Benedikt Weber         |
| Kat                                                | Ellora Torchia                 | 2.02–                |                      | Gioia Osthoff          |
| Ser Gawan Hohenturm (Gwayne Hightower)             | Freddie Fox                    | 2.03–                |                      | Fabian Wittkowski      |
| Alys Strom (Alys Rivers)                           | Gayle Rankin                   | 2.03–                |                      | Patricia Strasburger   |
| Ser Simon Kraft (Simon Strong)                     | Simon Russell Beale            | 2.03–                |                      | Wolfgang Müller        |

## Neben- und Gastdarsteller
| Rollenname | Schauspieler               | Nebenrolle (Folgen)                     | Nebenrolle (Staffeln) | Synchronsprecher                                              |
| --- | -------------------------- | --------------------------------------- | --------------------- | ------------------------------------------------------------- |
| Königin Aemma Arryn Königingemahlin von Viserys I. Targaryen; Mutter von Rhaenyra Targaryen                                                                | Sian Brooke                | 1.01, 2.06                              | 1–2                   | Stephanie Kellner                                             |
| Großmaester Mellos Großmaester der Zitadelle am königlichen Hofe                                                                                           | David Horovitch            | 1.01–1.05                               | 1                     | Alexander Duda                                                |
| Lord Lyman Biengraben (Lord Lyman Beesbury) Lord von Honigstock in der Weite; Meister der Münze im königlichen Kleinen Rat                                 | Bill Paterson              | 1.01–1.06, 1.08–1.09                    | 1                     | Hans Bayer                                                    |
| Lord Lyonel Kraft (Lord Lyonel Strong) Meister der Gesetze und später auch Hand des Königs im königlichen Kleinen Rat                                      | Gavin Spokes               | 1.01–1.06                               | 1                     | Thomas Wenke                                                  |
| Laenor Velaryon Sohn von Corlys Velaryon und Rhaenys Targaryen; Bruder von Laena Velaryon                                                                  | Matthew Carver (Kind)      | 1.01                                    | 1                     |                                                               |
| Laenor Velaryon Sohn von Corlys Velaryon und Rhaenys Targaryen; Bruder von Laena Velaryon                                                                  | Theo Nate (jung)           | 1.03, 1.05                              | 1                     | Mio Lechenmayr                                                |
| Laenor Velaryon Sohn von Corlys Velaryon und Rhaenys Targaryen; Bruder von Laena Velaryon                                                                  | John Macmillan             | 1.06–1.07                               | 1                     | Leonard Hohm                                                  |
| Laena Velaryon Tochter von Corlys Velaryon und Rhaenys Targaryen; Schwester von Laenor Velaryon                                                            | Nova Foueillis-Mosé (Kind) | 1.01–1.02                               | 1                     | Lilian Weckmann                                               |
| Laena Velaryon Tochter von Corlys Velaryon und Rhaenys Targaryen; Schwester von Laenor Velaryon                                                            | Savannah Steyn (jung)      | 1.05                                    | 1                     | Martina Schölzhorn (Staffel 1) Eva-Maria Reichert (Staffel 2) |
| Laena Velaryon Tochter von Corlys Velaryon und Rhaenys Targaryen; Schwester von Laenor Velaryon                                                            | Nanna Blondell             | 1.06, 2.04–2.05                         | 1–2                   | Martina Schölzhorn (Staffel 1) Eva-Maria Reichert (Staffel 2) |
| König Jaehaerys I. Targaryen Großvater von Viserys I. und Rhaenys Targaryen; herrschte als Vorgänger seines Enkels                                         | Michael Carter             | 1.01                                    | 1                     | Jürgen Jung                                                   |
| Lord Hobert Hohenturm (Lord Hobert Hightower) Lord von Altsass in der Weite; Bruder von Otto Hohenturm                                                     | Steffan Rhodri             | 1.01, 1.03, 1.05                        | 1                     | Gerhard Acktun                                                |
| Ser Ryam Rothweyn (Ser Ryam Redwyne) Kommandant der Königsgarde Viserys I. Targaryens                                                                      | Garry Cooper               | 1.01                                    | 1                     | Manfred Trilling                                              |
| Lord Boremund Baratheon Lord von Sturmkap in den Sturmlanden                                                                                               | Julian Lewis Jones         | 1.01, 1.04                              | 1                     | Michael A. Grimm                                              |
| Lord Rickon Stark Lord von Winterfell; Wächter des Nordens                                                                                                 | David Hounslow             | 1.01                                    | 1                     | Andreas Borcherding                                           |
| Randyll Barret Hauptmann der Stadtwache von Königsmund | Frankie Wilson             | 1.01                                    | 1                     |                                                               |
| Ser Erryk Cargyll Ritter der Königsgarde Viserys I. und Rhaenyra Targaryens                                                                                | Elliott Tittensor          | 1.01, 1.08–2.03                         | 1–2                   | Martin Bonvicini                                              |
| Ser Arryk Cargyll Ritter der Königsgarde Viserys I. und Aegon II. Targaryens                                                                               | Luke Tittensor             | 1.01, 1.06, 1.08–2.03                   | 1–2                   | Martin Bonvicini                                              |
| Hoher Septon (High Septon) Hoher Septon in Königsmund | Gary Raymond               | 1.01, 1.05                              | 1                     | Alexander Duda (1.01) Freimut Götsch (1.05)                   |
| Mickon Maester am Königlichen Hofe | Mikhail Sen                | 1.01                                    | 1                     | Peter Lewys Preston                                           |
| Craghas Drahar „Der Krabbenspeiser“; Prinz-Admiral der Triarchie aus Myr                                                                                   | Daniel Scott-Smith         | 1.02–1.03                               | 1                     |                                                               |
| Ser Steffon Finsterlyn (Ser Steffon Darklyn) Ritter der Königsgarde Viserys I. und Rhaenyra Targaryens                                                     | Anthony Flanagan           | 1.02, 1.08, 2.01–2.06                   | 1–2                   | Hubertus von Lerchenfeld                                      |
| Ser Harwyn Kraft (Ser Harwyn Strong) ältester Sohn von Lyonel Kraft, Erbe von Harrenhal in den Flusslanden und Kommandant in der Stadtwache von Königsmund | Ryan Corr                  | 1.03–1.06                               | 1                     | Pirmin Sedlmeir                                               |
| Ser Vaemond Velaryon jüngerer Bruder von Corlys Velaryon; Admiral der Velaryon-Flotte                                                                      | Wil Johnson                | 1.03, 1.05, 1.07–1.08                   | 1                     | Matthias Klie                                                 |
| Ser Gottfried Lonmund (Ser Joffrey Lonmouth) Ritter im Dienste des Hauses Velaryon und Laenors Geliebter                                                   | Solly McLeod               | 1.03, 1.05                              | 1                     | Lenny Peteanu                                                 |
| Lady Ceira Lennister (Lady Ceira Lannister) Mutter von Jason und Tyland Lannister                                                                          | Lucy Brears                | 1.03, 1.05                              | 1                     | Marina Köhler                                                 |
| Lady Lynesse Hohenturm (Lady Lynesse Hightower) Gemahlin von Hobert Hohenturm                                                                              | Alana Ramsey               | 1.03, 1.05                              | 1                     | Bettina Zech                                                  |
| Ser Addam Ritter im Dienste des Hauses Targaryen | Oscar Salem                | 1.03                                    | 1                     |                                                               |
| Lord Beric Dondarrion Lord von Schwarzburg in den Sturmlanden                                                                                              | Paul Leonard               | 1.04                                    | 1                     | Hans-Rainer Müller                                            |
| Willem Schwarzhain (Willem Blackwood) Mitglied des Hauses Schwarzhain aus den Flusslanden                                                                  | Alfie Todd                 | 1.04                                    | 1                     | Moritz Blaich                                                 |
| Willem Schwarzhain (Willem Blackwood) Mitglied des Hauses Schwarzhain aus den Flusslanden                                                                  | Jack Parry-Jones           | 2.04–2.05, 2.07                         | 2                     | Benjamin Mereis                                               |
| Jerrel Bracken Mitglied des Hauses Bracken aus den Flusslanden                                                                                             | Gabriel Scott              | 1.04                                    | 1                     |                                                               |
| Lady Rhea Rois (Lady Rhea Royce) Erbin von Runenstein im grünen Tal, Daemons Gemahlin                                                                      | Rachel Redford             | 1.05                                    | 1                     | Sofie Gross                                                   |
| Ser Gerold Rois (Ser Gerold Royce) Vetter der Lady Rhea Royce                                                                                              | Owen Oakeshott             | 1.05                                    | 1                     | Matthias Kupfer                                               |
| Lucerys Velaryon zweitältester Sohn von Rhaenyra Targaryen und offiziell von Laenor Velaryon; Erbe von Driftmark                                           | Harvey Sadler (als Kind)   | 1.06–1.07                               | 1                     | Laurin Pfister                                                |
| Lucerys Velaryon zweitältester Sohn von Rhaenyra Targaryen und offiziell von Laenor Velaryon; Erbe von Driftmark                                           | Elliot Grihault            | 1.08, 1.10                              | 1                     | Benedikt Kienle                                               |
| Lord Jasper Wyld (Lord Jasper Wylde) Lord des Hauses Wyld aus den Sturmlanden; Meister des Rechts im königlichen Kleinen Rat                               | Paul Kennedy               | 1.06, 1.08–1.09, 2.01–2.08              | 1–2                   | Maximilian Laprell                                            |
| Ser Qarl Schlucht (Ser Qarl Correy) Geliebter von Laenor Velaryon                                                                                          | Arty Froushan              | 1.06–1.07                               | 1                     |                                                               |
| Reggio Haratis Prinz von Pentos | Dean Nolan                 | 1.06                                    | 1                     | Mark Kuhn                                                     |
| Talya Dienerin am königlichen Hof | Alexis Raben               | 1.06–1.09                               | 1                     | Barbara Elisabeth Bühl                                        |
| Elinda Massie (Elinda Massey) Tochter von Gormon Massie; Bedienstete Rhaenyra Targaryens                                                                   | Jordon Stevens             | 1.06, 1.08, 1.10, 2.02–2.03, 2.05, 2.07 | 1–2                   | Lara Wurmer                                                   |
| Lord Allun Kaswell (Lord Allen Caswell) Lord von Bitterbrück in der Weite                                                                                  | Paul Hickey                | 1.06, 1.08–1.09                         | 1                     | Thomas Birnstiel                                              |
| Maester Gerardys Maester im Dienste Rhaenyra Targaryens | Phil Daniels               | 1.07–1.08, 1.10–2.08                    | 1–2                   | Uwe Kosubek                                                   |
| Maester Kelwyn Maester im Dienste des Hauses Velaryon | Haqi Ali                   | 1.07–1.08                               | 1                     | Claus Vester                                                  |
| Ser Lorent Marbrand Ritter der Königsgarde Viserys I. und Rhaenyra Targaryens                                                                              | Max Wrottesley             | 1.08, 1.10–2.08                         | 1–2                   | Arne Hörmann                                                  |
| Dyana Dienerin am königlichen Hof | Maddie Evans               | 1.08. 2.03, 2.05–2.06                   | 1–2                   | Laura Jenni                                                   |
| Sylvi Bordellvorsteherin in Königsmund | Michelle Bonnard           | 1.09, 2.02–2.03, 2.05–2.06              | 1–2                   | Stefanie Dischinger                                           |
| Lady Grimm (Lady Fell) Lady des Hauses Grimm von Grimmwald in den Sturmlanden                                                                              | Miriam Lucia               | 1.09                                    | 1                     |                                                               |
| Lord Sonnwetter (Lord Merryweather) Lord von Langtafel in der Weite                                                                                        | Paul Clayton               | 1.09                                    | 1                     | Christian Jungwirth                                           |
| Septon Konstans (Septon Eustace) Septon in Königsmund | Simon Chandler             | 1.09                                    |                       | Fabian von Klitzing                                           |
| Lord Borros Baratheon Lord von Sturmkap und der Lehnsherr der Sturmlande; Sohn von Boremund Baratheon                                                      | Roger Evans                | 1.10                                    | 1                     | Axel Malzacher                                                |
| Lord Bartimos Celtigar Lord der Klaueninsel; Unterstützer von Rhaenyra Targaryen                                                                           | Nicholas Jones             | 1.10–2.07                               | 1–2                   | Ralph Schicha                                                 |
| Lord Simon Steinhof (Simon Staunton) Lord von Krähenruh aus den Kronlanden; Unterstützer von Rhaenyra Targaryen                                            | Michael Elwyn              | 1.10–2.04                               | 1–2                   | Wolfgang Haas (Staffel 1) Dieter Memel (Staffel 2)            |
| Ser Alfred Ginster (Ser Alfred Broome) Ritter des Hauses Ginster aus den Westlanden; Unterstützer von Rhaenyra Targaryen                                   | Jamie Kenna                | 2.01–2.05, 2.08                         | 2                     | Mike Carl                                                     |
| Lord Gormon Massie (Lord Gormon Massey) Lord von Steintanz aus den Kronlanden; Unterstützer von Rhaenyra Targaryen                                         | James Dreyfus              | 2.01, 2.03–2.07                         | 2                     | Thomas Schweiberer                                            |
| Ser Martyn Regn (Ser Martyn Reyne) Ritter des Hauses Regn in den Westlanden; Gefolgsmann und später Mitglied der Königsgarde Aegons II.                    | Barney Fishwick            | 2.01–2.07                               | 2                     | Alex Duffner                                                  |
| Ser Leon Estermont Ritter des Hauses Estermont in den Sturmlanden; Gefolgsmann später Mitglied der Königsgarde Aegons II.                                  | Ralph Davis                | 2.01–2.06                               | 2                     |                                                               |
| Ser Eddard Wasser (Eddard Waters) Heckenritter aus den Kronlanden; Gefolgsmann später Mitglied der Königsgarde Aegons II.                                  | Tok Stevens                | 2.01–2.07                               | 2                     |                                                               |
| Blut (Blood) Mitglied der Stadtwache von Königsmund; Auftragsmörder                                                                                        | Sam. C. Wilson             | 2.01–2.02                               | 2                     | Pat Zwingmann                                                 |
| Käse (Cheese) Rattenfänger in Königsmund; Auftragsmörder                                                                                                   | Mark Stobbart              | 2.01–2.02                               | 2                     | Matthias Ransberger                                           |
| Prinz Gottfried Velaryon (Joffrey Velaryon) jüngster Sohn von Rhaenyra Targaryen und offiziell von Laenor Velaryon                                         | Oscar Eskinazi             | 2.01, 2.03, 2.06–2.07                   | 2                     |                                                               |
| Ser Rickard Thorn (Ser Rickard Thorne) Mitglied der Königsgarde Aegons II.                                                                                 | Vincent Regan              | 2.03–2.08                               | 2                     | Gerhard Jilka                                                 |
| Ser Aeron Bracken Mitglied des Hauses Bracken | Ryan Kopel                 | 2.03                                    | 2                     |                                                               |
| Davos Schwarzhain (Davos Blackwood) Mitglied des Hauses Schwarzhain                                                                                        | Kieran Burton              | 2.03                                    | 2                     |                                                               |
| Ser Oscar Tully Enkelsohn von Lord Grover Tully; Erbe von Schnellwasser und künftiger Lehnsherr der Flusslande                                             | Archie Barnes              | 2.04, 2.07                              | 2                     | Béla Krienke                                                  |
| Lord Gunthor Finsterlyn (Lord Gunthor Darklyn) Lord von Dämmertal in den Kronlanden; Vater von Steffon Finsterlyn                                          | Steven Pacey               | 2.04                                    | 2                     | Joachim Kretzer                                               |
| Lady Jeyne Arryn Lady von Hohenehr und Lehnsherrin des Grünen Tals; Wächterin des Ostens                                                                   | Amanda Collin              | 2.05–2.07                               | 2                     | Maria Magdalena Rabl                                          |
| Prinzessin Alyssa Targaryen Gemahlin von Baelon Targaryen; Mutter von Viserys und Daemon Targaryen                                                         | Emeline Lambert            | 2.05                                    | 2                     |                                                               |
| Lord Amos Bracken Lord von Steinheck | Tim Faraday                | 2.05, 2.07                              | 2                     | Nicolas Buitrago                                              |
| Lord Wald Frey (Forrest Frey) Lord vom Kreuzweg in den Flusslanden; Gemahl von Lady Sabitha Frey                                                           | Kenneth Collard            | 2.05                                    | 2                     | Wolfgang Haas                                                 |
| Lady Sabitha Frey Gemahlin von Lord Wald Frey | Sarah Woodward             | 2.05                                    | 2                     | Carin C. Tietze                                               |
| Lord Darry Lord des Hauses Darry in den Flusslanden | John-Paul Hurley           | 2.05, 2.07                              | 2                     |                                                               |
| Lady Mallister Lady von Seegart in den Flusslanden | Anna Francolini            | 2.05, 2.07                              | 2                     | Dana Geissler                                                 |
| Lord Walys Muton (Walys Mooton) Lord von Jungfernteich in den Flusslanden                                                                                  | Turlough Convery           | 2.05–2.07                               | 2                     | Daniel Pietzuch                                               |
| Lord Petyr Peiper (Petyr Pyper) Lord von Rosmaid in den Flusslanden                                                                                        | Antonio Magro              | 2.05, 2.07–2.08                         | 2                     | Tillbert Strahl                                               |
| Lord Humphrey Leffert (Humphrey Lefford) Lord vom Goldzahn in den Westlanden                                                                               | Daniel Fathers             | 2.06, 2.08                              | 2                     |                                                               |
| Silberner Denys (Silver Denys) Bastard der Targaryen | Robert Rhodes              | 2.07                                    | 2                     |                                                               |
| Sharako Lohar Admiral der Triarchie-Flotte | Abigail Thorn              | 2.08                                    | 2                     | Kathrin Gaube                                                 |
| Brynden Strom / Dreiäugiger Rabe (Brynden Rivers / Three-Eyed Raven) Bastard von Aegon IV. Targaryen                                                       | Joshua Ben-Towim           | 2.08                                    | 2                     |                                                               |
| Arilon / Ein Magier aus Braavos, der auch als „der Gesichtslose“ bezeichnet wird                                                                           | Patrick Sass               | 3.1                                     | 3-4                   |                                                               |